# Il sangue di Cristo
Il sangue di Cristo (Da Sweet Blood of Jesus) è un film del 2014 diretto da Spike Lee.

## Trama
Un antropologo si sveglia assetato di sangue dopo che un assistente lo ha pugnalato con un pugnale maledetto.

## Produzione
Il film ha avuto un budget di 1,4 milioni di dollari (il regista Steven Soderbergh ha contribuito a pubblicizzare la pellicola), e ha incassato circa 3 milioni di dollari.

## Distribuzione
Il film è stato distribuito in Italia direttamente in home video il 12 dicembre 2017 da Midnight Factory.